# Pirapozinho (kommun)
Pirapozinho är en kommun i Brasilien.   Den ligger i delstaten São Paulo, i den södra delen av landet, 800 km sydväst om huvudstaden Brasília. Antalet invånare är 24 718.
Följande samhällen finns i Pirapozinho:
- Pirapozinho

Trakten runt Pirapozinho består i huvudsak av gräsmarker. Runt Pirapozinho är det ganska glesbefolkat, med 47 invånare per kvadratkilometer.